# Arrondissement di Lodève
L'arrondissement di Lodève è un arrondissement dipartimentale della Francia situato nel dipartimento dell'Hérault, nella regione dell'Occitania.

## Storia
Fu creato nel 1800, sulla base dei preesistenti distretti. Soppresso nel 1926, fu ricostituito nel 1942.

## Composizione
L'arrondissement è composto da 98 comuni raggruppati in 8 cantoni:
- cantone di Aniane
- cantone di Le Caylar
- cantone di Clermont-l'Hérault
- cantone di Gignac
- cantone di Ganges
- cantone di Lodève
- cantone di Lunas
- cantone di Saint-Martin-de-Londres